# 10 000 mètres masculin aux championnats du monde d'athlétisme 2011
Navigation
Berlin 2009 Moscou 2013
L'épreuve du 10 000 mètres masculin des championnats du monde de 2011 s'est déroulée le 28 août 2011 dans le Stade de Daegu en Corée du Sud. Elle est remportée par l'Éthiopien Ibrahim Jeilan.

## Critères de qualification
Pour se qualifier pour les Championnats (minima A), il fallait avoir réalisé moins de 27 min 40 s 00 entre le 1er octobre 2010 et le 15 août 2011. Le minima B est de 28 min 00 s 00.

## Records et performances

### Records
| Record                    | Athlète                   | Pays      | Temps          | Lieu                         | Date             |
| ------------------------- | ------------------------- | --------- | -------------- | ---------------------------- | ---------------- |
| Record du monde           | Kenenisa Bekele           | Éthiopie  | 26 min 17 s 53 | Bruxelles, Belgique          | 26 août 2005     |
| Record des championnats   | Kenenisa Bekele           | Éthiopie  | 26 min 46 s 31 | Berlin, Allemagne            | 17 août 2009     |
| Record d'Afrique          | Kenenisa Bekele           | Éthiopie  | 26 min 17 s 53 | Bruxelles, Belgique          | 26 août 2005     |
| Record d'Asie             | Ahmad Hassan Abdullah     | Qatar     | 26 min 38 s 76 | Bruxelles, Belgique          | 5 septembre 2003 |
| Record d'Amérique du Nord | Arturo Barrios            | Mexique   | 27 min 08 s 23 | Berlin, Allemagne de l'Ouest | 18 août 1989     |
| Record d'Amérique du Sud  | Marílson Gomes dos Santos | Brésil    | 27 min 28 s 12 | Neerpelt, Belgique           | 2 juin 2007      |
| Record d'Europe           | Mohammed Mourhit          | Belgique  | 26 min 52 s 30 | Bruxelles, Belgique          | 3 septembre 1999 |
| Record d'Océanie          | Collis Birmingham         | Australie | 27 min 29 s 73 | Berkeley, États-Unis         | 24 avril 2009    |

### Meilleures performances de l'année 2011
Les dix athlètes les plus rapides de l'année sont, avant les championnats (au 11 août 2011), les suivants.
|    | Athlète                 | Pays        | Temps          | Date        |
| -- | ----------------------- | ----------- | -------------- | ----------- |
| 1  | Mohamed Farah           | Royaume-Uni | 26 min 46 s 57 | 3 juin 2011 |
| 2  | Imane Merga             | Éthiopie    | 26 min 48 s 35 | 3 juin 2011 |
| 3  | Josphat Bett Kipkoech   | Kenya       | 26 min 48 s 99 | 3 juin 2011 |
| 4  | Paul Kipngetich Tanui   | Kenya       | 26 min 50 s 63 | 3 juin 2011 |
| 5  | Zersenay Tadese         | Érythrée    | 26 min 51 s 09 | 3 juin 2011 |
| 6  | Sileshi Sihine          | Éthiopie    | 26 min 52 s 84 | 3 juin 2011 |
| 7  | Mathew Kipkoech Kisorio | Kenya       | 26 min 54 s 25 | 3 juin 2011 |
| 8  | Mark Kosgey Kiptoo      | Kenya       | 26 min 54 s 64 | 3 juin 2011 |
| 9  | Leonard Patrick Komon   | Kenya       | 26 min 55 s 29 | 3 juin 2011 |
| 10 | Geoffrey Kipsang        | Kenya       | 27 min 06 s 35 | 3 juin 2011 |

## Médaillés
| Or             | Argent        | Bronze      |
| Ibrahim Jeilan | Mohamed Farah | Imane Merga |

## Résultats

### Finale
| Rang               | Athlète                 | Temps               |
| ------------------ | ----------------------- | ------------------- |
| Médaille d'or      | Ibrahim Jeilan          | 27 min 13 s 81      |
| Médaille d'argent  | Mohamed Farah           | 27 min 14 s 07      |
| Médaille de bronze | Imane Merga             | 27 min 19 s 14      |
| 4                  | Zersenay Tadese         | 27 min 22 s 57      |
| 5                  | Martin Mathathi         | 27 min 23 s 87      |
| 6                  | Peter Kirui             | 27 min 25 s 63 (PB) |
| 7                  | Galen Rupp              | 27 min 26 s 84 (SB) |
| 8                  | Sileshi Sihine          | 27 min 34 s 11      |
| 9                  | Paul Tanui              | 27 min 54 s 03      |
| 10                 | Matthew Tegenkamp       | 28 min 41 s 62      |
| 11                 | Rui Silva               | 28 min 48 s 62      |
| 12                 | Daniele Meucci          | 28 min 50 s 28      |
| 13                 | Stephen Mokoka          | 28 min 51 s 97      |
| 14                 | Scott Bauhs             | 29 min 03 s 92      |
| 15                 | Yuki Sato               | 29 min 04 s 15      |
| 16                 | Juan Carlos Romero (en) | 29 min 38 s 38      |
|                    | Ali Hasan Mahbood       | DNF                 |
|                    | Bayron Piedra           | DNF                 |
|                    | Kenenisa Bekele         | DNF                 |
|                    | Teklemariam Medhin      | DNS                 |

## Légende
Records et Performances
- AR : Record continental (area record)
- CR : Record des championnats (championship record)
- MR : Record du meeting (meet record)
- NR : Record national (national record)
- OR : Record olympique (olympic record)
- PR : Record paralympique (paralympic record)
- PB : Record personnel (personal best)
- SB : Meilleure performance personnelle de la saison (season's best)
- WL : Meilleure performance mondiale de l'année (world leader)
- WJR : Record du monde junior (world junior record)
- WR : Record du monde (world record)

Circonstances et Conditions
- DNF : N'a pas terminé (did not finish)
- DNS : N'a pas pris le départ (did not start)
- DQ : Disqualification (disqualification)
- NM : Aucun essai valable enregistré (No Mark)
- Q : Qualifié « directement » au prochain tour (ou à la prochaine compétition), lors d'une compétition majeure, grâce au classement ou à la réalisation des minima (automatic qualifier)
- q : Qualifié au prochain tour (ou à la prochaine compétition), lors d'une compétition majeure, grâce au repêchage ou à la réalisation de l'une des meilleures performances parmi celles des « non qualifiés directement » (grâce au meilleur temps ou à la meilleure distance par exemple) (secondary qualifier)